# Grand Prix Formule 1 van Italië 1978
De Grand Prix Formule 1 van Italië 1978 werd gehouden op 10 september 1978 op Monza.

## Verslag

### Kwalificatie
Mario Andretti pakte de pole-position, met Gilles Villeneuve naast zich. De derde startplaats ging naar Jean-Pierre Jabouille, gevolgd door Niki Lauda en Ronnie Peterson.

### Race
De starter van de race was te enthousiast, waardoor hij de rode lichten al had aangezet voordat de laatste wagen stilstond op de grid. Verschillende auto's in het midden van het veld gingen daardoor te snel van start, waardoor te veel rijders te dicht bij elkaar kwamen te liggen. Op die manier gingen ze naar de chicane waardoor James Hunt botste met Peterson. Riccardo Patrese, Vittorio Brambilla, Hans-Joachim Stuck, Patrick Depailler, Didier Pironi, Derek Daly, Clay Regazzoni en Brett Lunger raakten allemaal betrokken bij dit ongeluk. Petersons wagen klapte hard tegen de vangrails en vatte hierop vlam. Hij zat gevangen in de vlammen, maar Hunt, Regazzoni en Depailler slaagden erin om hem uit het wrak te bevrijden waardoor hij slechts lichte brandwonden had. Hij werd op het asfalt gelegd, terwijl hij nog volledig bij kennis was. Hij had wel verwondingen aan beide benen. Het duurde twintig minuten voordat er medische hulp was: zowel Peterson als Brambilla, die een wiel tegen zijn hoofd had gekregen, werden naar het ziekenhuis in Milaan gebracht.
De race werd drie uur later herstart en ingekort tot 40 ronden vanwege het feit dat wanneer de race over de volle afstand verreden zou worden de bosrijke delen van de baan te donker zouden zijn om nog veilig te kunnen racen.
Villeneuve kon voorbij Andretti gaan bij de herstart, maar beiden bleken een valse start gemaakt te hebben waardoor ze achteraf een minuut straftijd kregen. Andretti pakte de leiding met nog vijf ronden te gaan. Jean-Pierre Jabouille moest opgeven, waardoor Lauda derde werd voor John Watson, Carlos Reutemann, Jacques Laffite en Patrick Tambay. Deze finishten allemaal binnen een minuut van de winnaar, waardoor Andretti zesde werd en Villeneuve zevende. Andretti werd wereldkampioen maar doordat Peterson in het ziekenhuis lag, bleef de viering hiervan beperkt.
Na een operatie van Peterson traden er complicaties op en hij stierf uiteindelijk aan een embolie.

## Uitslag
| Positie | Nummer | Rijder                | Team               | Ronden | Tijd/Opgave    | Startplaats | Punten |
| ------- | ------ | --------------------- | ------------------ | ------ | -------------- | ----------- | ------ |
| 1       | 1      | Niki Lauda            | Brabham-Alfa Romeo | 40     | 1:07:04.54     | 4           | 9      |
| 2       | 2      | John Watson           | Brabham-Alfa Romeo | 40     | +1,48 s        | 7           | 6      |
| 3       | 11     | Carlos Reutemann      | Ferrari            | 40     | +20,47 s       | 11          | 4      |
| 4       | 26     | Jacques Laffite       | Ligier-Matra       | 40     | +37,53 s       | 8           | 3      |
| 5       | 8      | Patrick Tambay        | McLaren-Ford       | 40     | +40,39 s       | 19          | 2      |
| 6       | 5      | Mario Andretti        | Lotus-Ford         | 40     | +46,33 s       | 1           | 1      |
| 7       | 12     | Gilles Villeneuve     | Ferrari            | 40     | +48,48 s       | 2           |        |
| 8       | 14     | Emerson Fittipaldi    | Fittpaldi-Ford     | 40     | +55,24 s       | 13          |        |
| 9       | 29     | Nelson Piquet         | McLaren-Ford       | 40     | +1:06.83       | 24          |        |
| 10      | 22     | Derek Daly            | Ensign-Ford        | 40     | +1:09.11       | 18          |        |
| 11      | 4      | Patrick Depailler     | Tyrrell-Ford       | 40     | +1:16.57       | 16          |        |
| 12      | 20     | Jody Scheckter        | Wolf-Ford          | 39     | +1 Ronde       | 9           |        |
| 13      | 27     | Alan Jones            | Williams-Ford      | 39     | +1 Ronde       | 6           |        |
| 14      | 33     | Bruno Giacomelli      | McLaren-Ford       | 39     | +1 Ronde       | 20          |        |
| NC      | 17     | Clay Regazzoni        | Shadow-Ford        | 33     | +7 Rondes      | 15          |        |
| DNF     | 35     | Riccardo Patrese      | Arrows-Ford        | 28     | Motor          | 12          |        |
| DNF     | 7      | James Hunt            | McLaren-Ford       | 19     | Distributie    | 10          |        |
| DNF     | 37     | Arturo Merzario       | Merzario-Ford      | 14     | Motor          | 22          |        |
| DNF     | 15     | Jean-Pierre Jabouille | Renault            | 6      | Motor          | 3           |        |
| DNF     | 6      | Ronnie Peterson       | Lotus-Ford         | 0      | Fataal ongeval | 5           |        |
| DNF     | 3      | Didier Pironi         | Tyrrell-Ford       | 0      | Ongeluk        | 14          |        |
| DNF     | 16     | Hans-Joachim Stuck    | Shadow-Ford        | 0      | Ongeluk        | 17          |        |
| DNF     | 30     | Brett Lunger          | McLaren-Ford       | 0      | Ongeluk        | 21          |        |
| DNF     | 19     | Vittorio Brambilla    | Surtees-Ford       | 0      | Ongeluk        | 23          |        |
| DNQ     | 25     | Héctor Rebaque        | Lotus-Ford         |        |                |             |        |
| DNQ     | 10     | Harald Ertl           | ATS-Ford           |        |                |             |        |
| DNQ     | 9      | Michael Bleekemolen   | ATS-Ford           |        |                |             |        |
| DNQ     | 18     | Gimax                 | Surtees-Ford       |        |                |             |        |
| DNPQ    | 23     | Harald Ertl           | Ensign-Ford        |        |                |             |        |
| DNPQ    | 32     | Keke Rosberg          | Wolf-Ford          |        |                |             |        |
| DNPQ    | 36     | Rolf Stommelen        | Arrows-Ford        |        |                |             |        |
| DNPQ    | 38     | Alberto Colombo       | Merzario-Ford      |        |                |             |        |

## Wetenswaardigheden
- De race werd ingekort van 52 naar 40 ronden.
- De start van de race werd nog verder verzet doordat Jody Scheckter in de formatieronde zwaar crashte. De vangrails moesten hierdoor nog hersteld worden, waardoor de herstart pas om 18 uur kon gegeven worden.

## Statistieken
| Pole-position | Mario Andretti | Lotus-Ford | 1:37.520 |
| Snelste ronde | Mario Andretti | Lotus-Ford | 1:38.23  |

## Noot
- Dit was het debuut van de Italiaanse coureur Gimax.
- Tiende snelste ronde voor Mario Andretti.

1921 · 1922 · 1923 · 1924 · 1925 · 1926 · 1927 · 1928 · 1931 · 1932 · 1933 · 1934 · 1935 · 1936 · 1937 · 1938 · 1947 · 1948 · 1949 · 1950 · 1951 · 1952 · 1953 · 1954 · 1955 · 1956 · 1957 · 1958 · 1959 · 1960 · 1961 · 1962 · 1963 · 1964 · 1965 · 1966 · 1967 · 1968 · 1969 · 1970 · 1971 · 1972 · 1973 · 1974 · 1975 · 1976 · 1977 · 1978 · 1979 · 1980 · 1981 · 1982 · 1983 · 1984 · 1985 · 1986 · 1987 · 1988 · 1989 · 1990 · 1991 · 1992 · 1993 · 1994 · 1995 · 1996 · 1997 · 1998 · 1999 · 2000 · 2001 · 2002 · 2003 · 2004 · 2005 · 2006 · 2007 · 2008 · 2009 · 2010 · 2011 · 2012 · 2013 · 2014 · 2015 · 2016 · 2017 · 2018 · 2019 · 2020 · 2021 · 2022 · 2023 · 2024 · 2025